# كليذرو
كليذرو (بالإنجليزية: Clitheroe)‏ إحدى بلدات مقاطعة لانكشير بإنجلترا، يبلغ عدد سكانها 1.,697 نسمة. حاول مسلموها بناء مسجد ولكن حال دون ذلك إذن البلدية لرفض عدد من سكانها.

## معرض صور

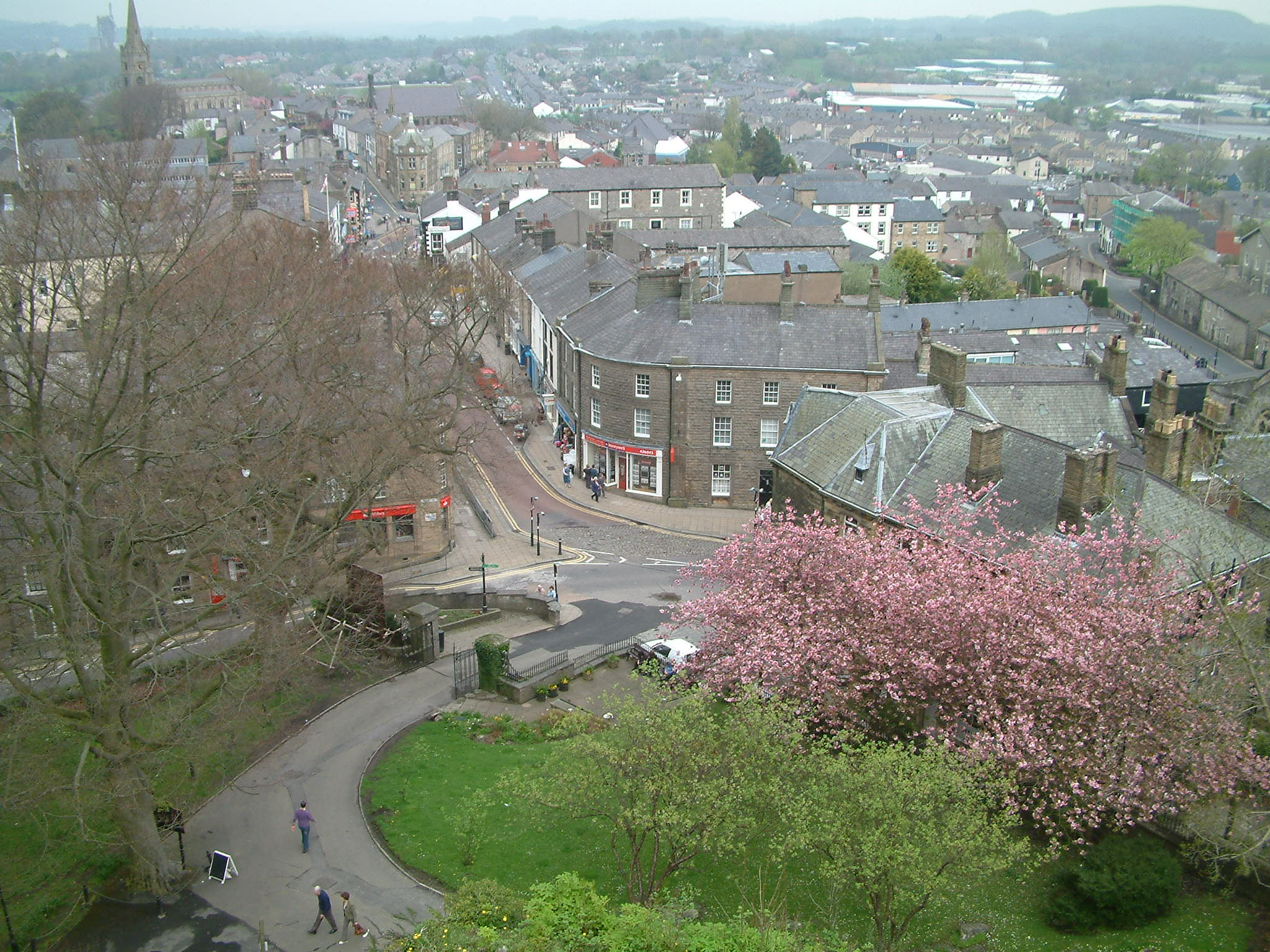
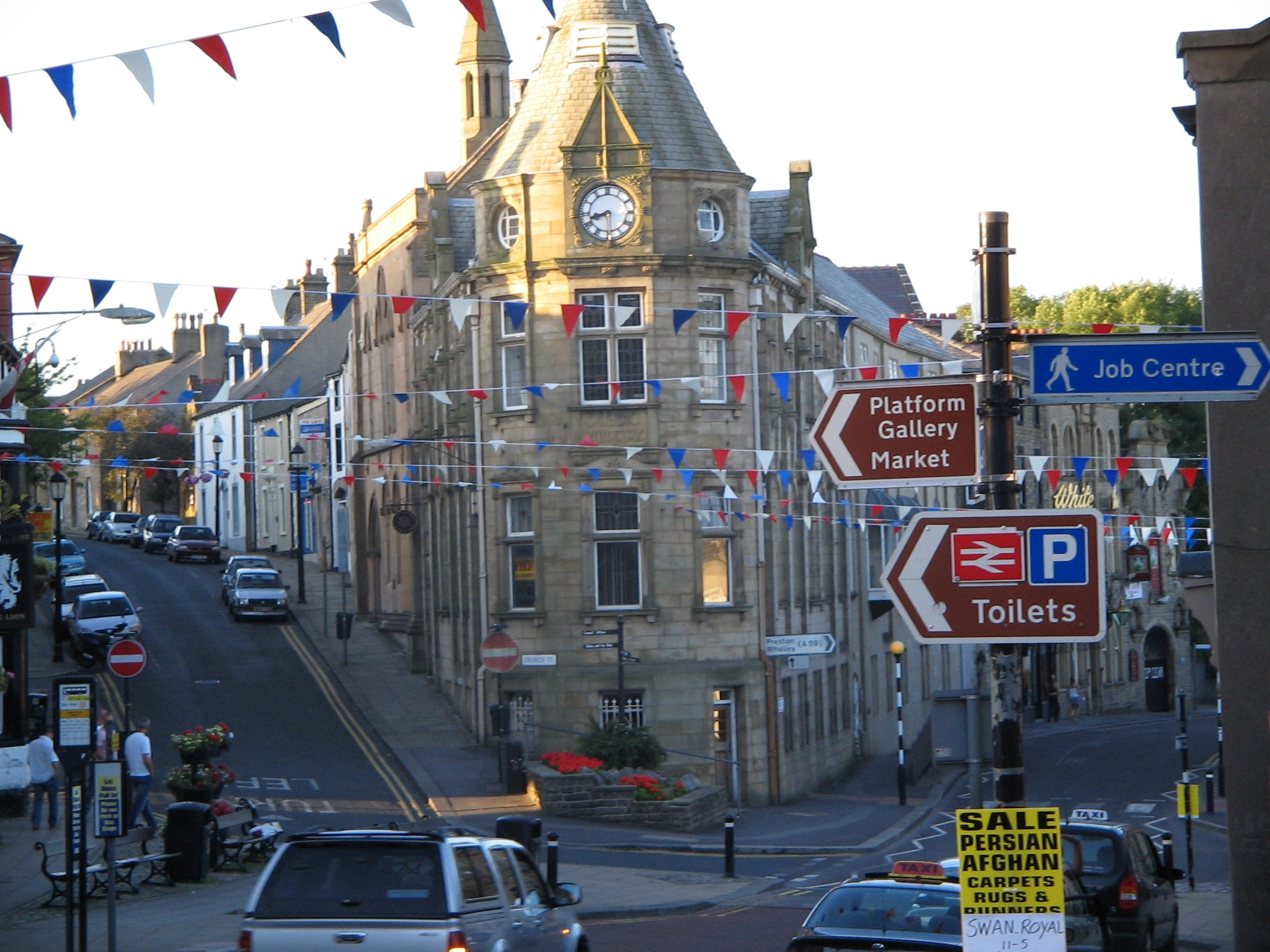
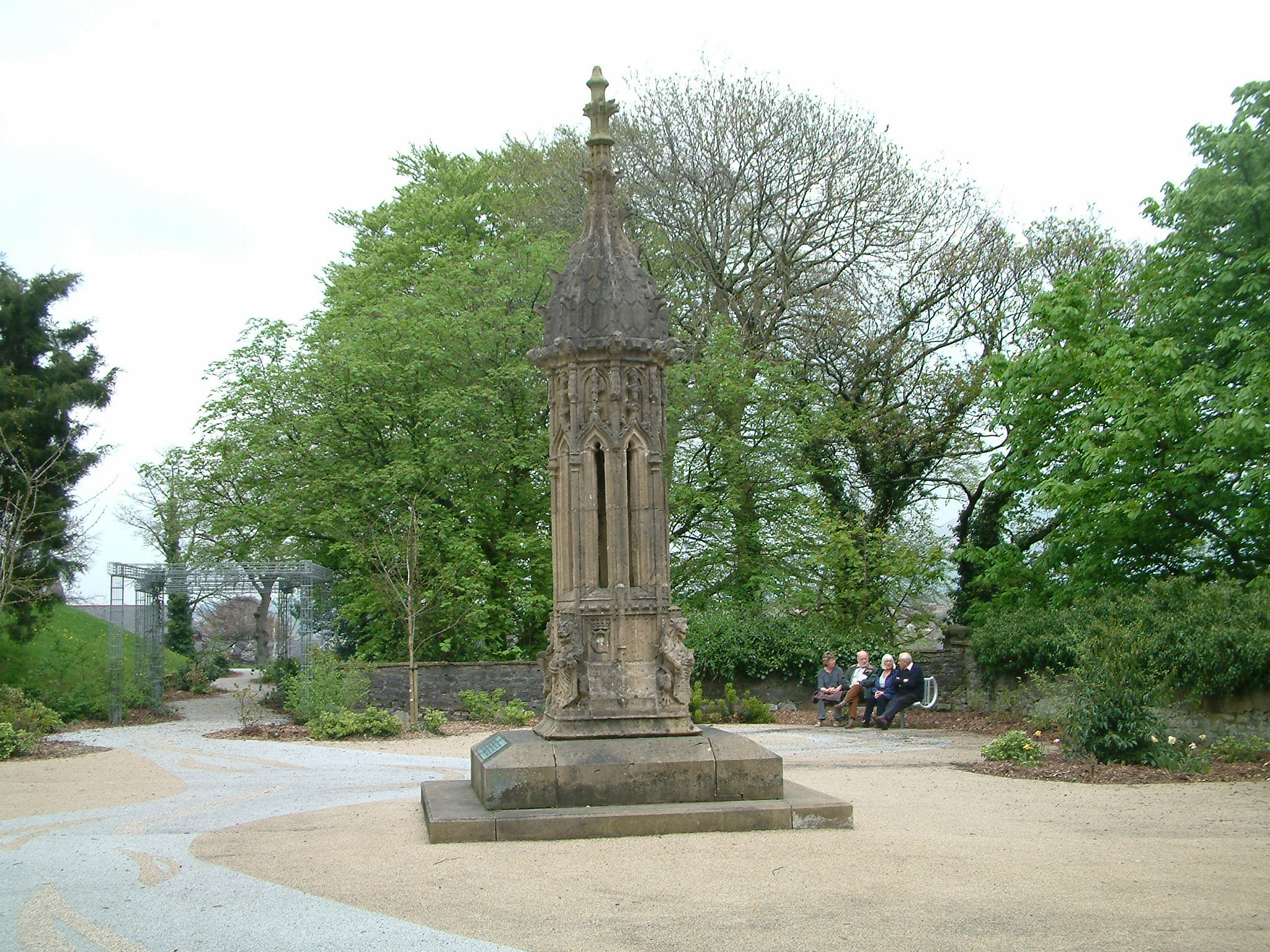
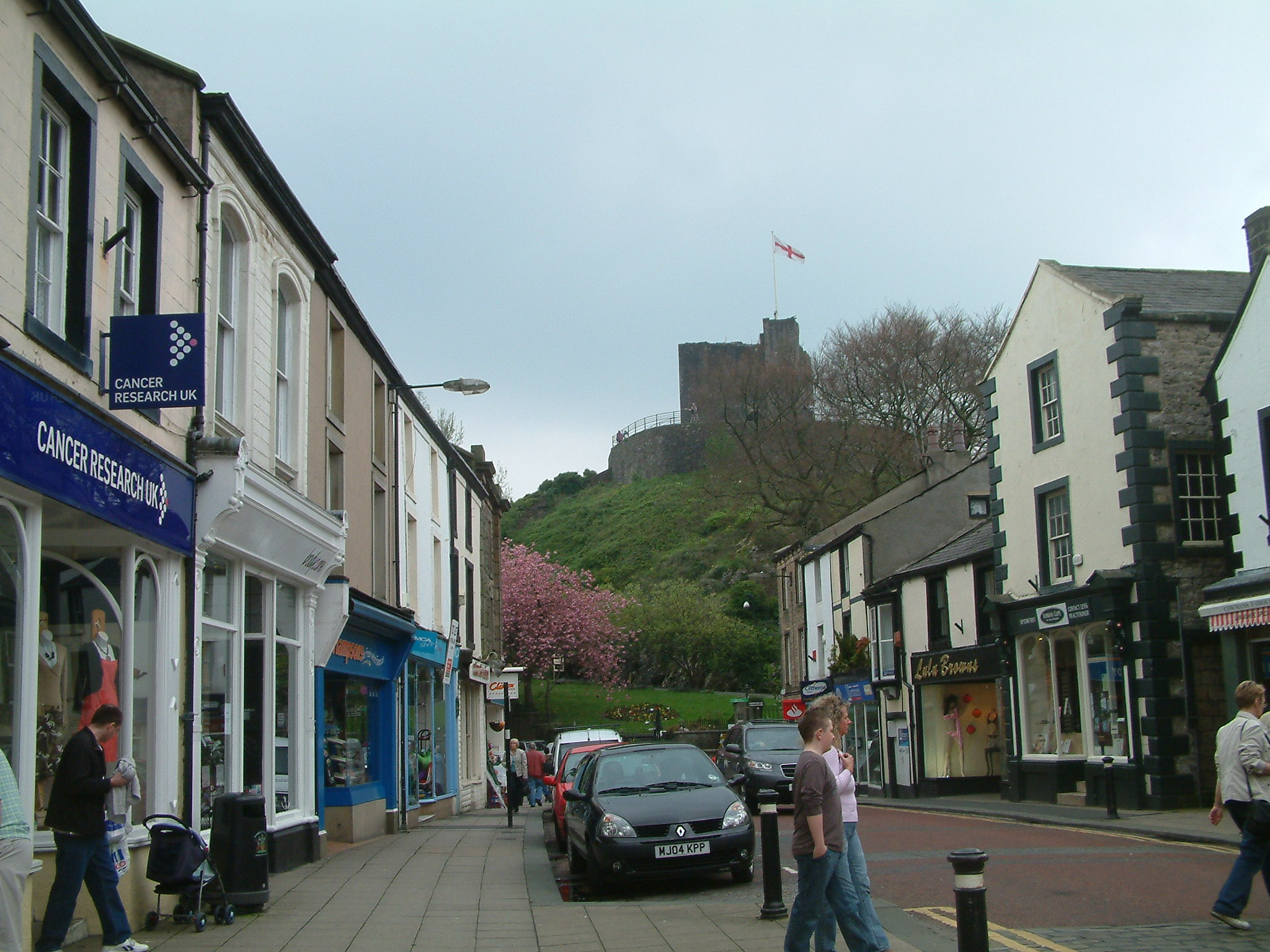
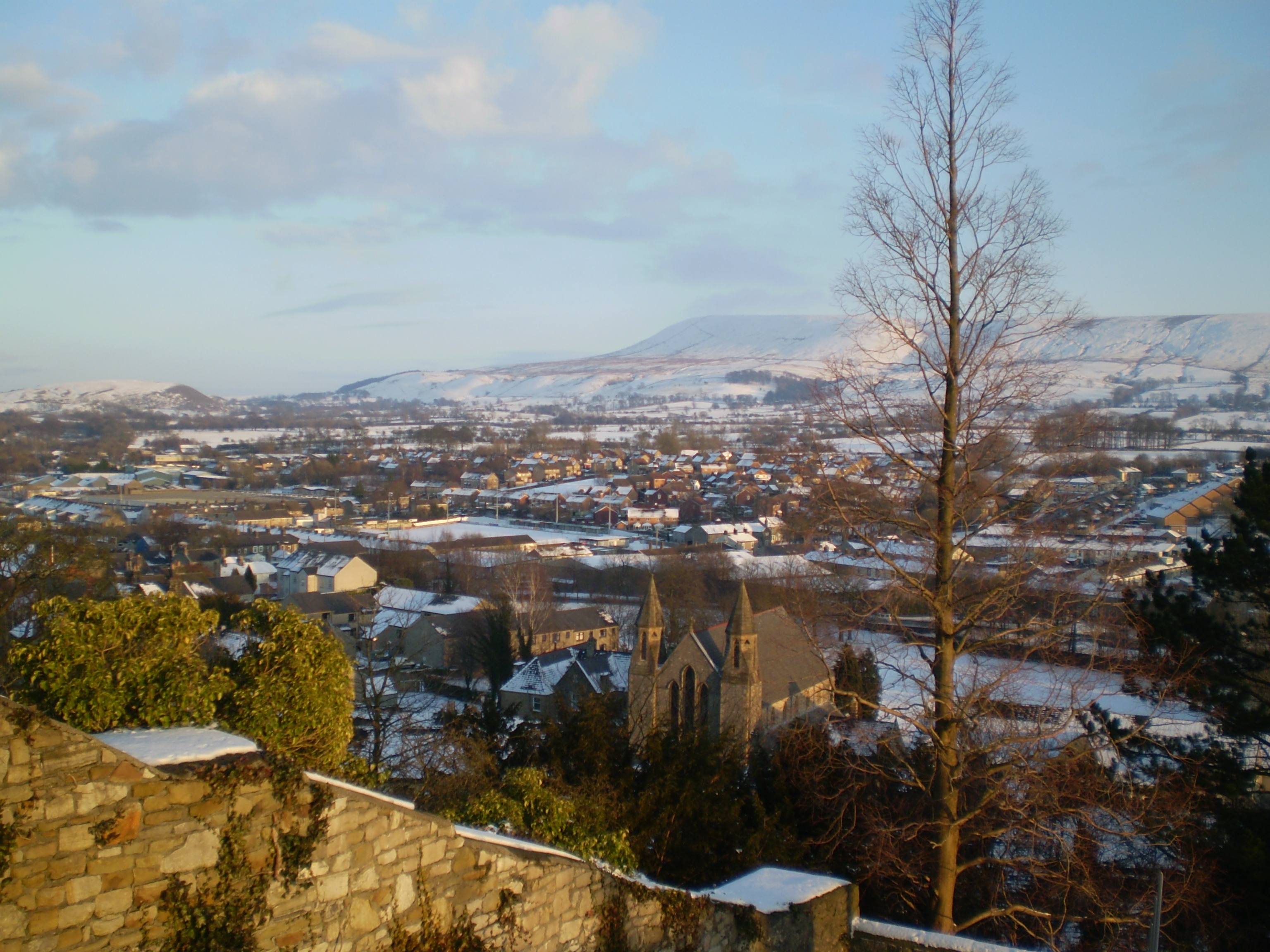

## أعلام
- ويلف ريغلي
- جيف نوتال
- بيتر هارغريفز
- سام قالبرايث
- نورمان مايرز